# Les Joyeux Fantômes
Pour plus de détails, voir Fiche technique et Distribution.
Les Joyeux Fantômes (titre original : Fantasmi a Roma) est un film italien réalisé par Antonio Pietrangeli et sorti en 1961.

## Synopsis
Le vieux prince Don Annibale di Roviano cohabite avec ses fantômes ancestraux dans son antique palais romain. Il refuse l'offre alléchante que lui fait une société immobilière qui voudrait acheter son palais pour en faire un grand magasin. Le prince meurt subitement et Reginaldo, son héritier, conclut la vente. Alors que le palais semble perdu, les fantômes y créent une fresque semblable à celles peintes par Il Caparra et l'édifice est classé monument historique.

## Thèmes et contexte
Sur le ton de la comédie, l'un des premiers manifestes italiens contre les spéculations immobilières. Une production Vides Cinematografica de Franco Cristaldi servie par une équipe prestigieuse : Antonio Pietrangeli à la réalisation, Ettore Scola et Ennio Flaiano au scénario, Nino Rota à la musique et Giuseppe Rotunno à la photo, avec des acteurs de premier plan de l'époque comme Marcello Mastroianni, Vittorio Gassman, Eduardo De Filippo, Sandra Milo, et Belinda Lee, étoile trop tôt disparue du cinéma britannique, décédée un mois avant la sortie du film. Le critique Luigi Pestelli écrit notamment dans La Stampa : « Un spectacle agréable où les interprètes semblent s'être beaucoup amusés, avec une excellente photo de Giuseppe Rotunno, réaliste pour les vivants et de faïence blanche pour les morts. »

## Fiche technique
- Titre : Les Joyeux Fantômes
- Titre original : Fantasmi a Roma
- Réalisation : Antonio Pietrangeli
- Scénario : Antonio Pietrangeli, Ettore Scola, Ennio Flaiano, Ruggero Maccari d'après une idée de Sergio Amidei
- Dialogues : Antonio Pietrangeli, Ettore Scola, Ennio Flaiano, Ruggero Maccari
- Musique : Nino Rota
- Musiques additionnelles : 
  - Chanson Coriandoli, paroles de Leo Chiosso et musique de Roberto Livraghi, interprétée par Marcello Mastroianni
  - Chanson Restiamo così, adaptation italienne par Nico Fidenco d'après des paroles de Jean Dréjac sur une musique de Michel Legrand, interprétée par Sandra Milo
  - Thème Gelsomina de Nino Rota du film La Strada
  - Thème C'est si bon d'Henri Betti.
- Photographie : Giuseppe Rotunno
- Son : Mario Amari, Mario Messina
- Montage : Eraldo Da Roma
- Décors : Mario Chiari, Vincenzo Del Prato, Enzo Eusepi
- Costumes : Maria De Matteis
- Pays de production :  Italie
- Langue de tournage : italien
- Producteur : Franco Cristaldi
- Sociétés de production : Galatea Film, Lux Film, Vides Cinematografica
- Sociétés de distribution : Lux Film, Ricordi Video, Vivivideo, Panarecord
- Format : couleur par Technicolor — 35 mm — 2.35:1 CinemaScope — monophonique
- Genre : comédie, film fantastique
- Durée : 105 minutes
- Date de sortie : 
  - Italie : 1er avril 1961

## Distribution
- Marcello Mastroianni : Reginaldo di Roviano
- Vittorio Gassman : « Caparra » Giovanni Battista Villari
- Belinda Lee : Eileen Charm
- Sandra Milo : Flora di Roviano
- Eduardo De Filippo : Don Annibale, prince di Roviano
- Lilla Brignone : Regina
- Graziella Galvani

## Récompenses et distinctions
- Festival international du film de Locarno 1961 : projection le 1er août en compétition officielle.